# Top of the World (песня The Carpenters)
«Top of the World» — песня американской кантри группы The Carpenters, вышедшая в 1973 году в качестве 4-го сингла с четвёртого студийного альбома A Song for You (1972). 
Сингл достиг первого места в американском хит-параде Billboard Hot 100, став для дуэта их вторым чарттоппером.

## История
Первоначально записанная и выпущенная для студийного альбома дуэта A Song for You в 1972 году, эта песня возглавила американский хит-парад Billboard Hot 100 в конце 1973 года, став вторым чарттоппером дуэта после «(They Long to Be) Close to You» (он был № 1 в 1970). Позже будет и третий их лидер чарта знаменитый трек «Please Mr. Postman» (№ 1 в 1975). Карен Карпентер перезаписала его для первой компиляции группы, так как она не была полностью удовлетворена оригиналом.

## Участники записи
- Карен Карпентер — вокал
- Ричард Карпентер — бэк-вокал, электронное пианино Wurlitzer[англ.]
- Джо Осборн[англ.] — бас-гитара
- Хэл Блейн[англ.] — ударные
- Тони Пелузо[англ.] — электрогитара
- Бадди Эммонс[англ.] — педальная слайд-гитара

## Позиции в хит-парадах
| Хит-парад (1973—1974)                | Высшая позиция |
| ------------------------------------ | -------------- |
| Австралия (Kent Music Report)        | 1              |
| Бельгия/Фландрия (Ultratop 50)       | 27             |
| Великобритания (UK Singles Chart)    | 5              |
| Ирландия (IRMA)                      | 3              |
| Канада (RPM Top Singles)             | 1              |
| Канада (RPM Adult Contemporary)      | 2              |
| Нидерланды (Hilversum 3 Top 30)      | 12             |
| Новая Зеландия (NZ Listener chart)   | 14             |
| США (Billboard Easy Listening)       | 2              |
| США (Billboard Hot 100)              | 1              |
| США (Record World The Singles Chart) | 3              |
| ФРГ (Offizielle Top 100)             | 38             |
| Япония (Oricon Singles)              | 21             |

| Год  | Хит-парад                       | Позиция |
| ---- | ------------------------------- | ------- |
| 1973 | Канада (RPM Year-End)           | 18      |
|      |                                 |         |
| 1974 | США (Billboard Top Pop Singles) | 39      |

## Сертификации
| Регион | Сертификация | Продажи    |
| --- | ------------ | ---------- |
| Великобритания (BPI) | Серебряный   | 250 000^   |
| США (RIAA) | Золотой      | 1 000 000^ |
| Япония (RIAJ) · цифровой релиз                                                                                           | Платиновый   | 250 000*   |
| * Данные о продажах приведены только на основе сертификации. ^ Данные о тиражах приведены только на основе сертификации. |              |            |

## Версия Линн Андерсон
Кантри-певица Линн Андерсон записала свою кавер-версию песни в 1973 году для своего студийного альбома Top of the World, вышедшего на лейбле Columbia Records. Песня стал первым синглом с этого альбома и главным его хитом. Кавер-версия достигла первого места в канадском кантри-чарте RPM Country Tracks, второго места в американском кантри-чарте Hot Country Singles и 74-го места в Billboard Hot 100 в середине 1973 года. Успех версии Андерсон заставил Carpenters выпустить новую версию своего сингла, который потом и возглавил основной американский хит-парад поп-музыки, оставаясь на первом месте две недели в декабре 1973 года. Версию Андерсон продюсировал её муж Гленн Саттон, а также Клайв Дэвис. Она позднее перезаписала песню для своего альбома 2004 года The Bluegrass Sessions.

### Позиции в хит-парадах
| Хит-парад (1973—1974)               | Высшая позиция |
| ----------------------------------- | -------------- |
| Канада (RPM Adult Contemporary)     | 30             |
| Канада (RPM Country Tracks)         | 1              |
| США (Billboard Easy Listening)      | 34             |
| США (Billboard Hot 100)             | 74             |
| США (Billboard Hot Country Singles) | 2              |